# Albin, Wyoming
Albin är en småstad (town) i Laramie County i sydöstra Wyoming. Staden hade 181 invånare vid 2010 års folkräkning.

## Geografi
Albin ligger 89 kilometer nordost om Wyomings huvudstad Cheyenne, nära delstatsgränsen mot Nebraska.

## Historia
Ett samhälle grundades på platsen av svenska immigranter på 1880-talet. Orten är döpt efter den förste postmästaren, John Albin Anderson, som öppnade det första postkontoret 1905. Orten hade även en svensk baptistförsamling. När Union Pacific byggde en järnvägslinje genom orten och ett mötesspår 1928 flyttades postkontoret från Andersons ranch närmare järnvägen. Albin fick kommunalt självstyre 1930.

## Utbildning
Albin tillhör Laramie Countys 2:a skoldistrikt. Stadens skola, Albin Elementary School, har klasser från förskola till sjätte årskursen.

## Kommunikationer
Albin ligger där Wyoming State Route 215 och State Route 216 möts, omkring 20 kilometer norr om motorvägsavfarten från Interstate 80 i Pine Bluffs. Genom orten går Union Pacifics järnvägslinje som främst används för tunga godstransporter från gruvorna i Powder River-bäckenet.